# Chetan Anand
Pour les articles homonymes, voir Anand.
Chetan Anand est un réalisateur, producteur, scénariste et acteur indien né le 3 janvier 1915 à Lahore (Raj britannique, actuel Pakistan) et décédé le 6 juillet 1997 à Bombay en Inde. Il est le père de Ketan Anand (en) et le frère de Dev Anand et Vijay Anand. Il a obtenu le grand prix au Festival de Cannes 1946 avec son premier film Neecha Nagar.

## Filmographie partielle

### Réalisateur
- 1946 : La Ville basse (Neecha Nagar), avec Uma Anand (en) et Kamini Kaushal
- 1950 : Afsar (en), avec Dev Anand et Suraiya
- 1952 : Aandhiyan (en), avec Dev Anand et Kalpana Kartik (en)
- 1954 : Taxi Driver, avec Dev Anand, Kalpana Kartik (en), Sheila Ramani et Johnny Walker
- 1955 : Joru Ka Bhai
- 1956 : Funtoosh (en)
- 1957 : Anjali (en)
- 1963 : Kinare Kinare
- 1964 : Haqeeqat (en), avec Dharmendra, Priya Rajvansh (en) et Vijay Anand
- 1966 : Aakhri Khat (en)
- 1970 : Heer Raanjha (en)
- 1973 : Hindustan Ki Kasam
- 1973 : Hanste Zakhm (en)
- 1976 : Jaaneman
- 1977 : Saheb Bahadur (en)
- 1981 : Kudrat (en)
- 1984 : Hum Rahe Na Hum
- 1986 : Haathon Ki Lakeeren (en)
- 1988 : Param Veer Chakra (en) (Badge of Honour) - série télévisée
- 1993 : Aaja Meri Jaan